# Pohlia rigescens
Pohlia rigescens är en bladmossart som beskrevs av Brotherus 1903. Pohlia rigescens ingår i släktet nickmossor, och familjen Bryaceae. Inga underarter finns listade i Catalogue of Life.